# Robin del Castillo
Robinson Orozco Castillo, alias Robin del Castillo (né en septembre 1978) est un chanteur et musicien colombien, connu pour sa musique Salsa. Depuis 2001, Robin Del Castillo s'est installé à Londres (Royaume-Uni). Son hit le plus célèbre est probablement "Aquela Mujer" qu'il enregistra en 2006 en Colombie et extrait de son dernier album Pa'Mi Tierra.

## Biographie

### Début de carrière
Robin del Castillo est né à Cali en Colombie en 1978. Passionné par la musique, il fit ses premiers pas en chant dès l’âge de 7 ans. Il grandit dans un pays où la musique occupe une place centrale dans sa forme la plus pure et la plus diverse et fut ainsi initié aux différents rythmes musicaux. La richesse de l’environnement culturel dans lequel il grandit, le dota de la capacité de chanter tous types de musique. Toutefois, au cours de ces dernières années, travaillant en tant que chanteur professionnel, Robin Del Castillo s’est spécialisé dans la musique latina tropicale (Salsa, merengue, cumbia, bachata, reggaeton, et Latin pop).
Dans les années 90 à Cali en Colombie, une émission de télévision populaire “Soneros 4” offrait la chance aux chanteurs amateurs et passionnés de se produire en public. En 1994, à l’âge de 15 ans, Robin Del Castillo participa à cette émission : ce fut la première fois qu’il se produisit devant les caméras et un public aussi nombreux.
À la suite de cette émission, il fut contacté par de nombreux orchestres de Salsa à Cali. C’est ainsi qu’il travailla avec les plus grands orchestres de Colombie comme par exemple Cali Sabor, le “Metropolitan Policia band” (lors de son service militaire), Los Gomelos sous le label Sony musique, le Merengue Band sous le label “Los lideres de Venezuela”, et l’orchestre Matacena sous le label “FM records”.
Au cours de sa carrière de chanteur professionnel, Robin Del Castillo fut amené à se produire dans de nombreux pays comme l’Équateur, le Pérou, le Venezuela, l’Espagne, l’Italie, la France, et l’Angleterre.

### De 2001 à nos jours: Résidence à Londres
C’est justement à Londres, en Angleterre, qu’il décida de s’installer en 2001 pour y travailler et développer sa carrière. La même année il fit la connaissance de M. Roberto Pla: le leader de l’un des orchestres de Latin jazz et salsa le plus connu au Royaume-Uni.
	En seulement quelques mois il devint Robin Del Castillo et créa son propre Latin band. Par la suite il enregistra 3 albums de musique tropicale : les deux premiers étaient composés de reprises de chansons très connues dans le monde latin, tandis que le troisième album, intitulé “Pa’Mi Tierra” résulte de sa propre inspiration.
	Au fil des 8 dernières années, Robin Del Castillo a participé aux évènements latinos les plus réputés de Londres et d'Angleterre comme la célébration de l’Indépendance de Colombie le 20 juillet, Colombianamente, le Carnaval del Pueblo, le festival latino de Birmingham, le jour d’Indépendance du Pérou, Salisbury, et bien d’autres… 
Il fut également chargé de l’accompagnement musical de chanteurs tels que David Pabon, Pedro Conga, Paquito Guzman, Luisito Carrion, Jose Bello, Mariano Civico, et Roberto Blades, entre autres…

## Succès
Son succès dépasse les frontières du Royaume-Uni, et s’étend à des pays comme l’Espagne, l’Italie, la France, la Suisse, Dubaï, Chypre, les Pays-Bas, et la Belgique, où un public toujours plus nombreux fut témoin de son talent et charisme sur scène.
Robin del Castillo fut l'un des artistes nommés au "GSD MEDIA AND LATIN AMERICAN MUSIC AWARD 2009", dans les catégories suivantes : Meilleure chanson latine de l'année avec "Aquella Mujer", Meilleur Clip musical de l'année avec "Aquella Mujer", et "Revelation Latino" de l'année.

## Discographie
Robin Del Castillo est en train de lancer son nouvel album constitué de 10 chansons : il est l’auteur et compositeur de 8 de ces chansons, et les 2 autres sont des chansons latines romantiques connues, dont il réalisa une version Salsa.

### Pa'Mi Tierra (2009)
1. "Pa'Mi Tierra" – 4:25
2. "Muere de Pena" – 5:32
3. "She's the one"  – 4:16
4. "Dayana" – 3:58
5. "Aquella Mujer" – 4:30
6. "Fiestas de Navidad" – 4:05
7. "Ya No Puedo Amarte" – 5:30
8. "Ni se le ocurra" – 4:31
9. "Mori" – 4:53
10. "Olvidarte" – 6:01

## Del Castillo Latin Productions limited
En août 2009, Robin Del Castillo lança sa société d'evenmentiel: Del Castillo Latin Productions ltd. 
Del Castillo Latin Productions ltd organisa son premier concert de Salsa à Londres les 18 et 19 septembre 2009, avec le célèbre chanteur de Salsa Jose Bello (originaire de la République dominicaine mais résident à New York), et Camilo Azuquita (Chanteur de Salsa Panamien résident à Paris). Pour la première fois, ces deux talents de la Salsa furent réunis sur une même scène. C'était également la première fois que ces deux chanteurs se produisaient à Londres (Royaume-Uni).
De nombreux médias et journaux, latinos ainsi qu'anglais, se sont intéressés à l'évènement. Time out décrivit le concert en termes élogieux : "une performance live du très acclamé chanteur de Salsa Dominicain, Bello, somptueusement accompagné par Robin del Castillo et son orchestre".